# 아저씨 (영화)
《아저씨》는 2010년에 개봉한 이정범 감독의 액션 영화이다. 이정범 감독이 《열혈남아》이후 4년만에 내놓은 두 번째 장편 영화로 원빈의 첫 단독 주연 영화이기도 하다. 역대 미성년자 관람불가 영화로는 《친구》(818만 명), 《타짜》(684만 명)에 이어 흥행 3위(622만 명)로, 2010년 최고의 흥행작으로 기록되었다.

## 줄거리
한때 잘나가는 특수 요원이었지만 임신한 아내가 화물차에 치여 죽는 현장을 목격한 뒤 요원을 그만두고 전당포를 꾸려 세상과 등진 채 살아가는 남자 차태식. 동네 사람들 사이에서도 음침하기로 소문난 그는 기피 대상이었고 이런 그에게 다가오는 건 전당포에 물건 맡기러 오는 손님들과 바로 옆집에 사는 꼬마 소녀 정소미가 전부였다. 소미의 엄마 박효정은 말로만 딸아이를 건들지 마라며 보호할 뿐 사실은 마약에 찌들려 아이를 방치하고 있었다. 엄마에게서 버림받은 소미는 혼자 다니는 태식도 자신처럼 버림받았다고 여겼고 태식 또한 이런 소미가 싫지 만은 않았는지 같이 밥까지 먹을 만큼 가까워진다. 하지만 평화는 오래가지 못했다.
사건의 발단은 효정이 태식의 전당포에 맡긴 카메라. 사실 그 카메라에는 훔친 마약이 들어있었는데 마약의 주인은 단순 깡패가 아닌 마약 유통과 장기 밀매까지 서슴치 않는 거대 범죄 조직의 일원이었다. 마약이 없어진 걸 안 조직에게 들통난 효정은 들이닥친 조직원 종석에게 무자비한 고문을 당한 뒤 소미와 함께 납치 당한다. 결국 태식은 모녀를 찾겠다는 일념으로 다시 세상 밖으로 나왔지만 종석과 그의 형 만석이 파 놓은 함정에 걸려 마약 사건에 연루됐고 그 때문에 경찰의 추격까지 받게 된다.
2개월 째 마약 사범 오명규를 쫓던 마약반형사 김치곤은 난데없이 사건에 끼어든 것도 모자라 5분도 안되는 짧은 시간에 경찰 6명을 때려눕히고 오명규의 파일을 훔쳐 달아나는 태식을 보면서 그에 대한 호기심이 폭발했고 단번에 그가 소미를 찾기 위해 움직이고 있다는 것을 알게 된다. 태식은 이에 굴하지 않고 열심히 형제의 흔적을 쫓던 도중 그들의 아지트에 발을 들이게 된다.

## 등장 인물

### 주요 인물
- 원빈 : 차태식 역

한때 잘나가는 특수 요원이었지만 임신한 아내가 죽어나간 모습을 눈앞에서 목격했고 엄청난 충격을 받아 요원을 그만두고 전당포를 꾸려 은둔 생활을 하는 남자. 워낙에 음침하고 말수가 적기 때문에 동네 사람들 사이에서도 떠도는 흉흉한 소문이 한두 가지가 아니었지만 좀처럼 세상일에 관심 기울이는 일이 없었다. 하지만 평소에 매일 놀러 오던 옆집 꼬마 소미가 엄마와 함께 납치 당하자 3년 만에 세상 밖으로 나와 소미를 납치해간 조직을 찾아 돌아다니기 시작한다.
- 김새론 : 정소미 역

엄마와 단둘이 태식의 옆집에 사는 꼬마 소녀. 일찍부터 엄마한테 버림받은 탓에 늘 혼자 다니는 태식도 자기처럼 버림받았다고 생각하며 날마다 그를 쫓아다녔고 어느새 밥까지 같이 먹을 만큼 친한 사이가 된다. 방치당한 채로 자란 탓에 남의 물건에 손을 대는 버릇이 있으며 그 때문에 물건 주인한테 호되게 혼이 나기도 했지만 이후에도 문구점 물건을 스리슬쩍 하는 등 도벽 증세가 꽤나 심한 상황. 엄마가 훔친 마약으로 인해 덤터기로 함께 범죄자들에게 팔리는 처지가 됐고 그들이 시키는 대로 마약 심부름을 하면서도 엄마와 만날 수 있다는 희망을 접지 않는다.
- 김희원, 김성오 : 만석 & 종석 역

소미를 납치한 범죄 조직의 수장 형제. 두 사람 모두 인간적인 면모라고는 하나도 찾아볼 수 없을 정도로 악당 그 자체다. 형 만석은 듬직하고 품채가 좋은 얼굴을 하고 있지만 무척이나 비열하고 사악하며 동생 종석 또한 온갖 명품으로 치장을 하고 다니는 미남 형이지만 항상 눈빛이 섬뜩하고 하는 행동도 껄렁하기 그지없다. 사람을 죽이고 장기를 꺼내 팔아 치우는 일이 그들에게는 일상이었고 심지어는 어린아이들조차도 그들의 눈에는 손쉬운 범행 대상에 불과하다. 어느 날, 자신들의 일을 방해하려 드는 태식에게 흥미를 갖고 그를 주시하기 시작한다.
- 타나용 웡트라쿨 : 람로완 역

만석과 종석 형제가 고용한 베트남 출신의 킬러. 오명규의 언급으로 보아 군인 출신인 듯 하다. 출신이 출신 답게 격투 능력이 무척이나 뛰어나며 특수요원 출신인 태식과 호각을 이룰 정도. 악랄하기만 한 수장들과는 달리 최소한의 개념은 갖추고 있는 편이라 효정이 종석에게 드라이기 고문을 당할 때도 소미가 보지 못하도록 눈을 가려주는가 하면 납치 생활 내내 엄마만 찾아 대는 소미를 안쓰럽게 바라보고 먹을거를 챙겨주는 등 조직에선 유일하게 인간성을 갖추고 있는 사람이라고 볼 수 있다. 심지어 소미가 오상만에 의해 안구가 적출될 위기해 쳐하자 오상만을 처치하고 그 눈을 적출해 만석에게 전달했다.
- 김태훈 : 김치곤 역

서울구로경찰서 마약계 팀장. 2개월 째 오명규를 쫓던 도중 난데없이 사건에 끼어들더니 5분도 안되는 짧은 시간에 경찰 6명을 때려눕히고 오명규의 파일을 훔쳐 달아나는 태식을 보며 그에 대한 흥미가 폭발했고 단박에 그가 소미를 찾기 위해 움직인다는 사실을 알게 된다. 다소 거친 데다 담배와 욕을 입에 달고 살지만 다른 형사들 3명이 덤벼도 못이기던 곰을 한번에 때려눕히는가 하면 사건 수사권을 자신들에게로 넘기라는 국정원의 통보에도 자기 손으로 잡을 거라며 당당하게 맞서는 등 형사에 대한 사명감, 자부심, 책임감, 결투력 등은 엘리트라고 봐도 무방하다.

### 마약장기매매 조직
- 송영창 : 오명규 사장 역

만석과 종석 형제와 안면이 있는 마약 거래상, 동남 방언을 사용한다. 마약을 도둑맞아서 들고 오는데 실패한 만석을 호되게 혼내는 모습으로 처음 등장하며 나름 위세를 떨었지만 나중에는 형제에게 뒤통수를 맞고 쫓기게 된다. 다행히 자신을 잡으러 온 경찰들이 다른 일에 한눈을 팔게 되면서 무사히 도망칠 수 있었지만 이후 만석, 종석 형제가 보낸 람로완에게 끔살 당한다. 이후 시신은 후반부에 소미를 구하러 종석의 아지트에 처들어온 태식의 의해 발견된다.
- 이재원 : 김도치 역

통칭 또치, 만석과 종석 형제 밑에서 일하는 양아치. 장기 매매 상담해주는 일을 하고 있다. 태식의 전당포를 급습해 맡겨 놓은 카메라를 내놓으라며 협박하는 모습으로 처음 등장했다가 그의 엄청난 전투력에 잔뜩 겁을 먹었고 이후 일하는 클럽에까지 들이닥친 태식에게 잡혀 어깨를 찔렸다가 뒤이어 급습한 람로완의 총을 맞고 허무하게 죽게된다.
- 백수련 : 개미굴 노파 역

만석과 종석 형제 밑에서 일하는 노파. 만화 방을 운영하고 있지만 사실 그 만화 방은 장기를 매매할 아이들을 가둬 놓는 아지트를 위장 시켜 놓은 곳이다. 아이들에게 마약 운반 일을 시키고 있으며 아이의 장기를 적출할 때는 집에 간다는 식으로 아이들을 꼬드겨 데려가기도 한다. 극 후반, 아지트의 존재를 알게 된 형사들이 들이닥치면서 체포 당한다.
- 장남부 : 오상만 역

전직 외과 의사이자 조직 내에서 실질적인 장기 적출 일을 하는 사람. 본인 스스로 자신의 별명이 500명이라 칭하고 있는데 그 이유가 바로 500명의 장기를 적출 해보고 싶어서. 의사 일을 하다 범죄 조직으로 타락한 경우가 이 같은 사이코 증상 때문인 것인 듯 하다. 엄마가 어딨냐고 울부짖는 소미에게 엄마는 이제 죽어서 볼 수 없다며 직설적으로 말할 정도로 수장들 못지않게 악랄한 사람. 어느 날, 만석의 명령으로 소미의 한쪽 눈을 뽑으려 든다. 그러나 람로완에게 살해당하고 안구가 적출 되어 그 안구를 만석에게 전달한듯하다.

### 마약계 형사
- 이종필 : 노병수 역

서울구로경찰서 마약계 형사. 김치곤과 동기로 추정. 다른 마약반 형사들이 습격당했을 때 자신은 김치곤 형사와 태식의 전당포에 출동한 터라 화를 면했다. 이후 김치곤과 붙어다니며 태식을 추격한다. 하는 행동이나 말투를 볼 때 마약 계의 분위기 메이커 역할인 것으로 추정. 경찰 생활에 찌들어 껄렁함이 양아치들보다 몇십 배에 달한다.
- 곽도원 : 김 형사 역

서울구로경찰서 마약계 형사. 초반, 오명규 검거를 위해 봉고 차에서 대기하고 있을 때 잠시 나왔고 이후에는 태식을 비롯한 마약 범들의 소변 검사 감독으로, 태식이 오명규 파일을 들고 달아났을 땐 한쪽 팔에 깁스를 한 채로만 등장했다.
- 정도원 : 박 형사 역

서울구로경찰서 마약계 형사. 태식을 취조하던 형사. 경상도 사투리를 쓴다. 취조 내내 굳게 입을 닫고 있는 태식에게 계속 이런 식으로 묵비권 행사하다가는 정말 큰일 난다며 위협을 하다가 나중에 밥 먹고 하자며 국밥을 건네준다. 이때 태식이 '나 왼손잡이요'라고 말하는 걸 듣고는 배고픈데 장사 없다며 내심 반가워하며 밥 먹고 나서 얼른 끝내자며 수갑을 풀어줬지만 그 순간, 기습을 당해 기절해버린다.
- 정민성 : 정보과 형사 역

서울구로경찰서 정보과 형사. 태식의 신원을 조회하던 형사. 그런데 정계 인사들도 아닌 민간인 신원에 락이 걸려있는걸 보고는 김치곤 못지않게 그에 대한 호기심이 폭발했다. 이후 태식에 대해 알아내기 위해 머리를 굴렸다. 차태식 이름으로 백악관에 'I Kill You' 라고보낸 후 태식을 테러리스트라고 여긴 백악관에서 국정원으로 정보 수사 의뢰를 하도록 만드는 기발한 아이디어로 락을 풀어낸 후 그가 과거 특수 요원이었고 사고로 아내를 잃었다는 것까지 알아내는데 성공한다.
- 남경읍 : 마약계장 역

서울구로경찰서 마약계장. 오명규와 차태식 사건을 총 지휘하는 마약계장.

### 기타
- 김효서 : 박효정 역

소미의 엄마. 겉으로는 태식에게 자기 딸을 불러들이지 말라는 등, 이상한 짓 하면 가만 안 두겠다는 등 경고를 날리지만 실상은 마약에 찌들려 아이를 방치하고 있는 댄서. 어느 날, 일하던 클럽에서 마약을 훔친 뒤 카메라에 숨겨 태식의 전당포에 맡기게 된다. 당연히 이 마약은 만석과 종석 형제의 것이었다. 이후 아이가 보는 앞에서 들이닥친 종석에게 무자비한 드라이기 고문을 당한 뒤 딸과 함께 납치 당했다가 끝내 장기가 적출 당한 채 차 트렁크 안에서 시체로 발견된다.
- 조재윤 : 장두식 역

치곤과 노 형사가 소미를 찾기 위해 잡아 들인 마약 범. 별다른 소득은 없었지만 마약 범들이 아이들을 어떤 식으로 이용하는지 알아내는 뜻밖의 정보를 얻는다.
- 조석현 : 문달서 역

태식의 동료 요원. 3년전 사건이후 마찬가지로 요원을 그만두고 고물상 일을 하고있었다. 어느날, 그간 연락한번 없던 태식이 총상을 입은채로 나타났고 요원의 직감으로 단박에 그가 위험한 일에 휘말렸음을 알고는 무슨 일인지는 모르겠지만 하지말라고 뜯어말린다. 그러나 찾을 사람이 있다는 태식에게 설득당했고 그가 시키는대로 권총을 구해준다.
- 홍소희 : 김연수 역

태식의 아내. 아이까지 임신했고 남편과 행복하게 살 날을 기대하고 있었지만 타고 있던 차가 덤프트럭에 치이면서 현장에서 즉사하고 말았다.
- 권성덕 : 문방구 노인 역

소미와 태식이 살던 동네에서 문구점을 꾸리는 머리가 희끗한 노인. 아이가 물건을 훔쳐가는 걸 보고도 아이들은 원래 훔치면서 크는 법이라며 아무렇지 않게 여기는 대인배. 태식과 소미를 부녀지간이라고 여기고 있다.

### 그 외
- 황민호 : 남성식 역
- 박성택 : 사채 사장 역
- 한철우 : 사채 회사원 역
- 류성훈 : 골프장 덩치 역
- 공병철 : 마약 2팀 역
- 김용운 : 검문 경찰 역
- 유연미 : 미진 역
- 이문호 : 안경 역
- 김효민 : 중호 역
- 선호진 : 재문 역
- 김기홍 : 국정원 3 역
- 기세형 : 특작부대원 역
- 김영근 : 특작부대원 역
- 김시권 : 클럽기도 역
- 한사명 : 오락실남 역
- 윤종원
- 위지웅 : 조직원 역
- 송용호 : 터키탕 조직원 역
- 권용환 : 터키탕 조직원 역
- 서동석 : 터키탕 조직원 역
- 배영한 : 마약 2 역
- 엠제이레드 : 비키니녀 역
- 이하은 : 비키니녀 역

## 에피소드
이정범 감독은 애초 시나리오 단계에서는 주인공 태식이 60대의 노년 남성으로 은퇴한 HID요원이라는 설정이였다. 하지만 캐스팅, 상업성 등 문제로 40대 중년 남성의 설정으로 김명민을 캐스팅했지만 김명민이 같은 시기에 영화 《파괴된 사나이》를 선택했다. 그로 인해 원빈에게 넘어갔으며 이후 원빈이 시나리오를 읽고 관심을 나타낸 것을 계기로 제의를 받아들이자 지금의 캐스팅이 완성됐던 것이다.
람로완은 원래 캐릭터 설정이 태국 조직의 조직원으로서 보스의 여자를 사랑했다가 발각되어 그 여자를 살해한 뒤 대한민국으로 들어온 전직 특수부대 출신 참전군인이었다.

## 수상
- 2010년 제19회 부일영화상 특별상부분-부일독자심사단상, 음악상
- 2010년 제47회 대종상영화제 영상기술상, 편집상, 남우주연상, 인기상(원빈)
- 2010년 제8회 대한민국영화대상 편집상, 조명상, 촬영상, 시각효과상(무술), 음악상, 남우주연상(원빈), 신인여우상(김새론)
- 2010년 제31회 청룡영화상 최다관객상, 기술상(무술), 인기스타상(원빈)
- 2010년 제2회 대한민국 한류산업대상 시상식 대중문화(영화)부분
- 2010년 제6회 대한민국대학영화제 감독상, 남우주연상(원빈), 음악상, 촬영상
- 2010년 제11회 대한민국 국회대상 시상식 영화부분 대상
- 2010년 제13회 디렉터스컷어워즈 올해의 제작자상
- 2010년 미국 필라델피아영화제 특별언급상
- 2011년 제2회 영화기자협회선정 "올해의 영화상" 남우주연상(원빈)
- 2011년 제8회 맥스무비 올해의 영화상 감독상, 최고의 남자배우상(원빈), 최고의 여자신인배우상(김새론)
- 2011년 제3회 본 스릴러 국제영화제 "대상"